# 香宗我部秀義
香宗我部 秀義（こうそかべ ひでよし）は、戦国時代の武将。
香宗我部親秀の嫡男で嗣子であったが、大永6年（1526年）に安芸郡の安芸氏を攻めて敗北・戦死した。秀義の戦死で嗣子を失った親秀は実弟の秀通を嗣子としたが、秀義の死は香宗我部氏没落の一因となった。